# The Librarian - Alla ricerca della lancia perduta
The Librarian - Alla ricerca della lancia perduta (The Librarian: Quest of the Spear) è un film per la televisione del 2004, primo capitolo della serie The Librarian.

## Trama
Flynn è un trentenne con 22 lauree che non smette di imparare; sua madre (con cui convive) cerca inutilmente di trovargli una ragazza. Un giorno Flynn riceve una lettera che lo invita a lavorare come bibliotecario in una strana biblioteca, nella quale egli scoprirà che sono conservati al sicuro reperti leggendari di inestimabile valore e di pericolosa potenza, quali Excalibur, l'Arca dell'Alleanza e il vaso di Pandora.
La stessa notte la cosiddetta "confraternita del serpente" si intrufola nella biblioteca e ruba il pezzo della Lancia del Destino lì custodito; Flynn, in quanto bibliotecario, viene incaricato di recuperare la refurtiva e i restanti due pezzi e per questo si reca in Amazzonia insieme ad una collega, Nicole. Flynn scopre che Nicole lavora per la biblioteca da 5 anni con lo scopo di proteggere il bibliotecario e che il loro rapporto deve limitarsi al piano professionale, essendo il precedente bibliotecario morto proprio a causa di una distrazione dovuta alla relazione amorosa iniziata tra lui e Nicole.
Inseguiti dalla confraternita, i due riescono a raggiungere, grazie all'abilità di Flynn nell'interpretare gli indizi, un tempio maya celato nella foresta, dove riescono a recuperare il secondo pezzo della lancia. All'uscita, però, è appostata la confraternita del serpente, al cui capo c'è il precedente bibliotecario, Wilde, che aveva inscenato la propria morte. Per non essere ucciso, Flynn si offre di condurre la confraternita fino al terzo pezzo, la punta della lancia, nascosta a Shangri-La. Trovato questo luogo mitico, Flynn riesce a recuperare anche il terzo pezzo, prima di assistere a un terremoto che fa crollare la costruzione mentre egli e Nicole riescono a fuggire.
I due attendono di tornare in patria in un hotel in Mongolia, ma Nicole viene rapita dalla confraternita, che, recuperati tutti i pezzi della lancia, cerca di sfruttare il campo magnetico causato dalla Luna piena presso una copia della Grande Piramide. Wilde, dopo aver ricostruito la lancia, ne sperimenta subito i poteri, assorbendo l'anima del suo vice. Subito dopo Wilde tenta di assorbire anche l'anima di Nicole, ma allo stesso tempo arriva Flynn e lo affronta. Dopo la lotta fra il duo (al quale si aggiunge il direttore della biblioteca, Judson) e la confraternita, la punta della piramide crolla sopra Wilde, schiacciandolo. La lancia ritorna così al sicuro all'interno della biblioteca. Tre mesi dopo Flynn e Nicole si preparano ad una nuova missione contro la Lega dello Scorpione: dei Ninja che hanno trovato la macchina del tempo e con essa viaggiano nel tempo.